# Malabar Christian College

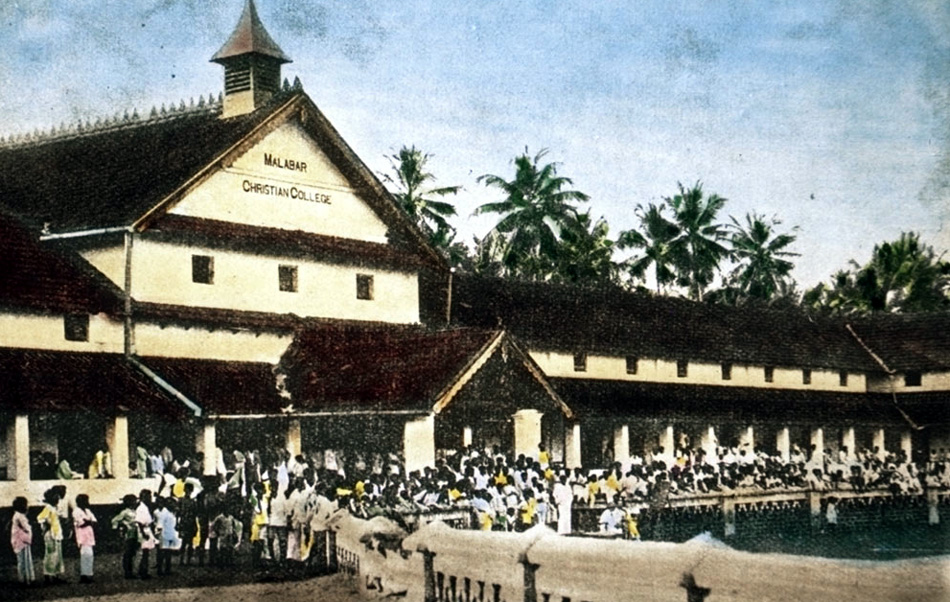
Malabar Christian College (1932)

Das Malabar Christian College (MCC) ist eine Hochschule  in der Stadt Calicut, Bundesland Kerala, Indien. Gegründet wurde diese Hochschule im Jahr 1909 von der Basler Mission. Zurzeit ist sie der Universität Calicut beigefügt.

## Studium
Malabar Christian College bietet folgende Kurse an
- Bachelor of Science in Chemie
- Bachelor of Science in Mathematik
- Bachelor of Science in Physik
- Bachelor of Science in Zoologie
- Post Graduate Diploma in Cheminformatik
- Bachelor of Arts in Ökonomie
- Bachelor of Arts in Englisch
- Bachelor of Arts in Geschichte
- Bachelor of Arts in Malayalam
- Master of Science in Chemie
- Master of Science in Zoologie
- Master of Arts in Englisch
- Master of Arts in Malayalam